# Toto XIV (албум)
Toto XIV је тринаести студијски албум (иако се укупно рачуна као четрнаести албум) америчке рок групе Тото, објављен 20. марта 2015. године. То је њихов први студијски албум од албума Falling in Between, објављеног 2006. године.
Албум означава повратак Џозефа Вилијамса на место главног вокала, Стив Поркара на клавијатурама, али представља и једини албум у чијем стварању учествује још један повратник у бенд, оригинални басиста Дејвид Хангејт, пре него што је напустио бенд у септембру, након чега је бенд наставио без званичног басисте у својој постави. Toto XIV је први и једини албум са Китом Карлоком на бубњевима, који замењује Сајмона Филипса, дугогодишњег наследника оригиналног бубњара Џефа Поркароа. То је уједно и први студијски албум од албума Toto IV из 1982. године на којем нема дугогодишњег басисте Мајка Поркароа, који је био неактиван од 2007. године због АЛС- а и умро непосредно пре изласка албума.

## Позадина
По повратку Стива Поркароа и Дејвида Хангејта, Дејвид Пејч је сматрао да су сесије биле „врло цикличне“, чему је додатно помогла локација њиховог студија: налазио се на само пола миље од места на којем су снимали свој деби албум. Једна песма, „Chinatown“, заправо је написана за први албум, али никада у потпуности развијена све до снимања албума Toto XIV. Име је објаснио члан бенда Стив Лукатер у децембру 2014. године, рекавши да је бенд избројао све албуме са новом издатом музиком и да је због тога је урачунат и албум Toto XX из 1998. године, иако није студијски албум, већ колекција старијих необјављених песама, чиме је XIV постао 14. албум.

## Музичари на албуму
Тото
- Стив Лукатер - гитаре (нумере 1-11), главни вокал (нумере 3, 4, 6, 8, 11), пратећи вокали (нумере 1-3, 5, 6, 8-11), бас гитара (нумере 5, 6, 11)
- Џозеф Вилијамс - главни вокал (нумере 1-3, 5, 8, 10, 11), пратећи вокал (нумере 1-11), клавијатуре (нумера 11), додатне клавијатуре (нумера 5)
- Дејвид Пејч - клавир (нумере 1, 3, 4, 9-11), клавијатуре (нумере 2, 5, 6, 8, 9, 11), оргуље (нумере 3, 4, 11), главни вокал (нумере 8, 9, 11), пратећи вокал (нумера 2), усправни бас (нумера 9)
- Стив Поркаро - синтисајзери (нумере 1-5, 8-12), клавијатуре (нумера 7), главни вокал (нумере 7, 12), семплови (нумера 12)
- Кит Карлок - бубњеви (tracks 1-11), вокал у позадини (track 2)

Додатни музичари
- Дејвид Хангејт - бас гитара (нумере 3, 4, 7, 8)
- Тал Вилкенфилд - бас гитара (нумере 9, 10)
- Леланд Склар - бас гитара (нумера 2)
- Тим Лефебвр - бас гитара (нумера 1)
- Лени Кастро - удараљке (нумере 2, 3, 5-10)
- Мартин Тилман - виолончело (нумере 6, 7, 11)
- Си Џеј Ванстон - додатни синтисајзери (нумере 1, 2, 4-6, 10, 11), додатне клавијатуре (нумера 3), синтисајзери (нумера 4), пратећи вокали (нумера 2)
- Мајкл Макдоналд - пратећи вокал (нумере 6, 8, 10)
- Ајми Киз - вокал у позадини (нумере 4, 6, 8, 10)
- Мабвуто Карпентер - пратећи вокал (нумере 5, 11)
- Џејми Савко - пратећи вокал (нумере 1, 2, 11)
- Ема Вилијамс - пратећи вокал (нумера 2)
- Том Скот - саксофони (нумере 4, 8), аранжман за трубе (нумера 4)